# Poggio Tre Cancelli
Poggio Tre Cancelli este o arie protejată (arie de protecție specială avifaunistică — SPA) din Italia întinsă pe o suprafață de 319 ha, integral pe uscat.

## Localizare
Centrul sitului Poggio Tre Cancelli este situat la coordonatele 42°58′55″N 10°46′42″E / 42.981985°N 10.778237°E.

## Înființare
Situl Poggio Tre Cancelli a fost declarat arie de protecție specială avifaunistică în decembrie 1998 pentru a proteja 10 specii de animale.

## Biodiversitate
Situată în ecoregiunea mediteraneană, aria protejată conține 1 habitat natural: Păduri de Quercus ilex și Quercus rotundifolia.
La baza desemnării sitului se află mai multe specii protejate:
- păsări (9): caprimulg (Caprimulgus europaeus), șerpar (Circaetus gallicus), prepeliță (Coturnix coturnix), vânturel roșu (Falco tinnunculus), vânturel de seară (Falco vespertinus), sfrâncioc cu cap roșu (Lanius senator), ciocârlie de pădure (Lullula arborea), ciuf-pitic (Otus scops), viespar (Pernis apivorus)
- reptile (1): șarpele cu patru dungi (Elaphe quatuorlineata)